# Cicero (mått)
Cicero, måttenhet inom typografin som motsvarar 4,513 mm. Måttet uppfanns av François Ambroise Didot omkring 1780. 
Den är 1⁄6 av en fransk tum. Om den delas i 12 delar, kallas den för Didotpunkt. Den har samma definition som den engelska Pica, men då den franska tummen var något större än den engelska, så går det ungefär 1,061 pica på en cicero.